# Ghostemane
Eric Whitney (nascut el 15 d'abril de 1991), conegut professionalment com a Ghostemane o alternativament com Baader-Meinhof, Swearr, Limsa Lominsa o GASM, és un raper, cantant i compositor nord-estatunidenc. Originalment va créixer a Florida, i Ghostemane va començar tocant en grups locals de hardcore punk i doom metal. Es va traslladar a Los Angeles, Califòrnia, després de començar la seva carrera com a raper.
La fusió de trap i metall de Ghostemane li va guanyar popularitat a SoundCloud. El 2018, Ghostemane va llançar el seu setè àlbum d’estudi, N/O/I/S/E, que era molt esperat en l'escena musical underground causa de la seva forta influència de grups industrials i de nu metal.

## Primers anys de vida
Eric Whitney va néixer el 15 d'abril de 1991 a Lake Worth, Florida, de pares de Nova York. Whitney va créixer a West Palm Beach, Florida. Quan era adolescent, estava interessat principalment en la música hard punk. Va aprendre a tocar la guitarra i va actuar en diverses bandes, incloent-hi Nemesis i Seven Serpents. També va jugar a futbol mentre estava a l’institut, dient que aquesta havia sigut una obligació imposada pel seu pare, el qual moriria quan Whitney tenia disset anys.
Whitney es va introduir a la música rap quan era el guitarrista de la banda de punk hardcore Nemesis i un company de banda el va introduir al rap de Memphis.

## Carrera
Abans de la seva carrera musical, Whitney va treballar en diversos llocs de vendes B2B. El 2015, Whitney es va traslladar a Los Angeles, Califòrnia, perquè no va prosperar musicalment al sud de Florida. També va abandonar la seva feina. En reunir-se amb JGRXXN, Whitney es va unir al seu col·lectiu Schemaposse, que incloïa artistes com Craig Xen i Lil Peep.
L’abril del 2016, després de només un any amb el grup, Whitney va deixar Schemaposse. Posteriorment va llançar el seu àlbum de producció pròpia "Blackmage" i el seu primer videoclip musical amb el seu senzill "John Dee". Whitney, finalment, va començar a associar-se amb el seu company Pouya de Florida. Pouya va llançar el vídeo de "1000 Rounds" amb Ghostemane l'abril del 2017. El vídeo es va convertir ràpidament en viral i, l'agost del 2020, tenia més de 24 milions de visualitzacions.
El 2018, Whitney va obtenir un major èxit quan el col·lectiu d’art TRASH GANG va crear i publicar el seu vídeo musical d’edició de dibuixos animats dels anys 30 de la seva cançó Mercury: Retrograde. El vídeo una vegada pujat obtingué més de 279 milions de visualitzacions, cosa que va fer que el seu single fos més conegut.
L’octubre del 2018 es va associar amb Zubin per llançar un tema titulat Broken. També el 2018 va publicar el seu setè àlbum d’estudi, N/O/I/S/E, en el qual moltes de les cançons estan influenciades pel metal industrial, el nu metal, Metallica, Marilyn Manson i Nine Inch Nails. El maig de 2020 va donar a conèixer el seu darrer projecte, una banda de black metal lo-fi anomenada Baader-Meinhof, del qual és l’únic membre (acreditat com Eric Ghoste). Ghostemane és també l'únic productor de l'autoeditat Poppy's Christmas EP A Very Poppy Christmas publicat al desembre el 2020.

## Temàtica
Quant a lírica, els temes de Ghostemane se centren en l'ocultisme, la depressió, el nihilisme i la mort. Va començar la seva carrera com a músic tocant la guitarra en grups de hard punk i bateria en grups de doom metal. I ha afirmat que la seva major influència és la banda de black metal Bathory. Va passar la major part de la seva adolescència escoltant bandes de metall extremes com Deicide, Death, Carcass i Mayhem. Pel que fa a la música rap, Ghostemane està influït per grups de rap del sud com Outkast i Three 6 Mafia. També ha citat el grup de rap del Midwest Bone Thugs-N-Harmony com a influència primerenca.

## Vida personal
L’octubre de 2019, Ghostemane va començar a sortir amb la cantant, compositora, músic i youtuber Poppy. El juliol de 2020, Poppy va anunciar a les xarxes socials que els dos estaven compromesos.

## Banda de suport
- Parv0 - DJ[20]
- Nolan Nunes - baix[21]
- Cayle Sain - bateria[21]

Antics membres
- Mark Bronzino - guitarra[22]

## Discografia

### Com a Ghostemane

#### Àlbums d’estudi
- Oogabooga (2015)
- For the Aspiring Occultist (2015)
- Rituals (2016)
- Blackmage (2016)
- Plagues (2016)
- Hexada (2017)
- N / O / I / S / E (2018)
- ANTI-ICON (2020)

#### Àlbums de col·laboració
- Pallbearers || Tales from the Grave (w/DJ Killa C) (2015)
- GRXXNGHOSTENAGROM (w/JGRXXN x Nedarb Nagrom) (2015)
- Elemental (w/Lil Peep x JGRXXN) (2016)

#### Recopilatoris
- Astral Kreepin (Resurrected Hitz) (2015)
- Get To Know Us (w/Lil Peep x JGRXXN) (2016)
- Hiadica (2019)

#### EPs
- Ghoste Tales (2015)
- Dogma (2015)
- Kreep [Klassics Out Tha Attic] (2015)
- DÆMON (w/Nedarb Nagrom) (2016)
- DÆMON II (w/Nedarb Nagrom) (2016)
- DÆMON III (w/Nedarb Nagrom) (2017)
- Dahlia I (w/Getter) (2018)
- Fear Network (2019)[23]
- Opium (2019)
- Human Err0r (w/Parv0) (2019)
- Digital Demons (w/Nolife) (2019)
- Lxrdmage (w/Scarlxrd) (2021)
- Fear Network II (2021)

#### Mixtapes
- Blunts n' Brass Monkey (2014)
- Taboo (2014)

### Com Ill Biz

#### Mixtapes
- Revival (ft. Shepherd) (2012)
- versatyle (2013)
- [Soh] [fahy] mixtape (ft. Infinite SoFi) (2013)
- ILL BiZ EP (ft. Infinite SoFi) (2013)
- 1991 (2014)

### Com GASM

#### Àlbums d’estudi
- Www (2018)

### Com SWEARR

#### EPs
- Technomancer (2019)

### Com Baader-Meinhof

#### EPs
- EP (2016)
- Evil Beneath a Veil of Justice (2019)
- Baader-Meinhof (2020)

### Amb Nèmesi

#### EPs
- From the Neighborhood (2012)

### Amb Seven Serpents

#### EPs
- Seven Serpents (2015)

### Com Eric Ghoste
- Music from the Motion Picture (2021)